# 中国公路零公里标志
39°53′56″N 116°23′30″E / 39.89898°N 116.39162°E

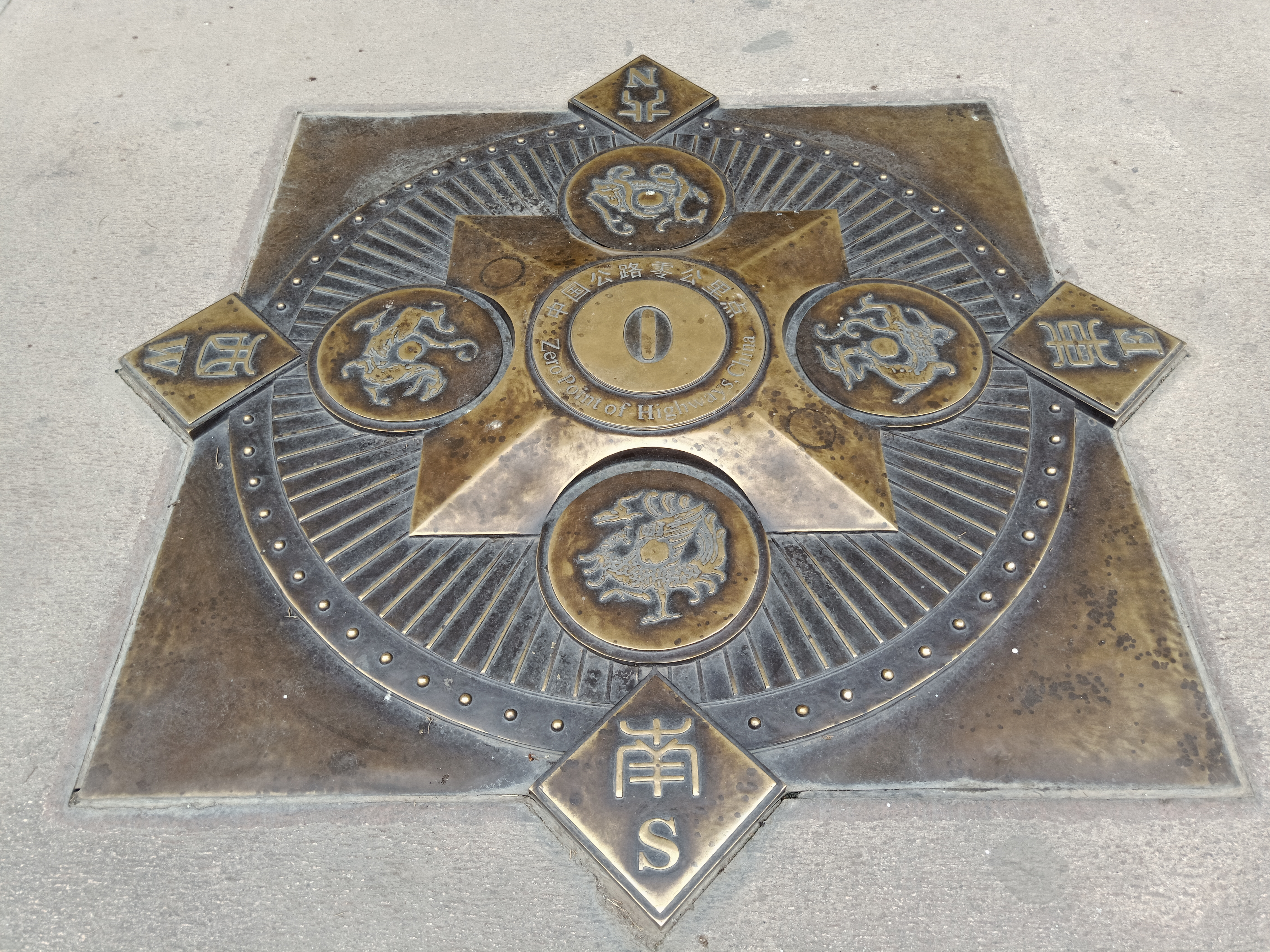
中国公路零公里标志

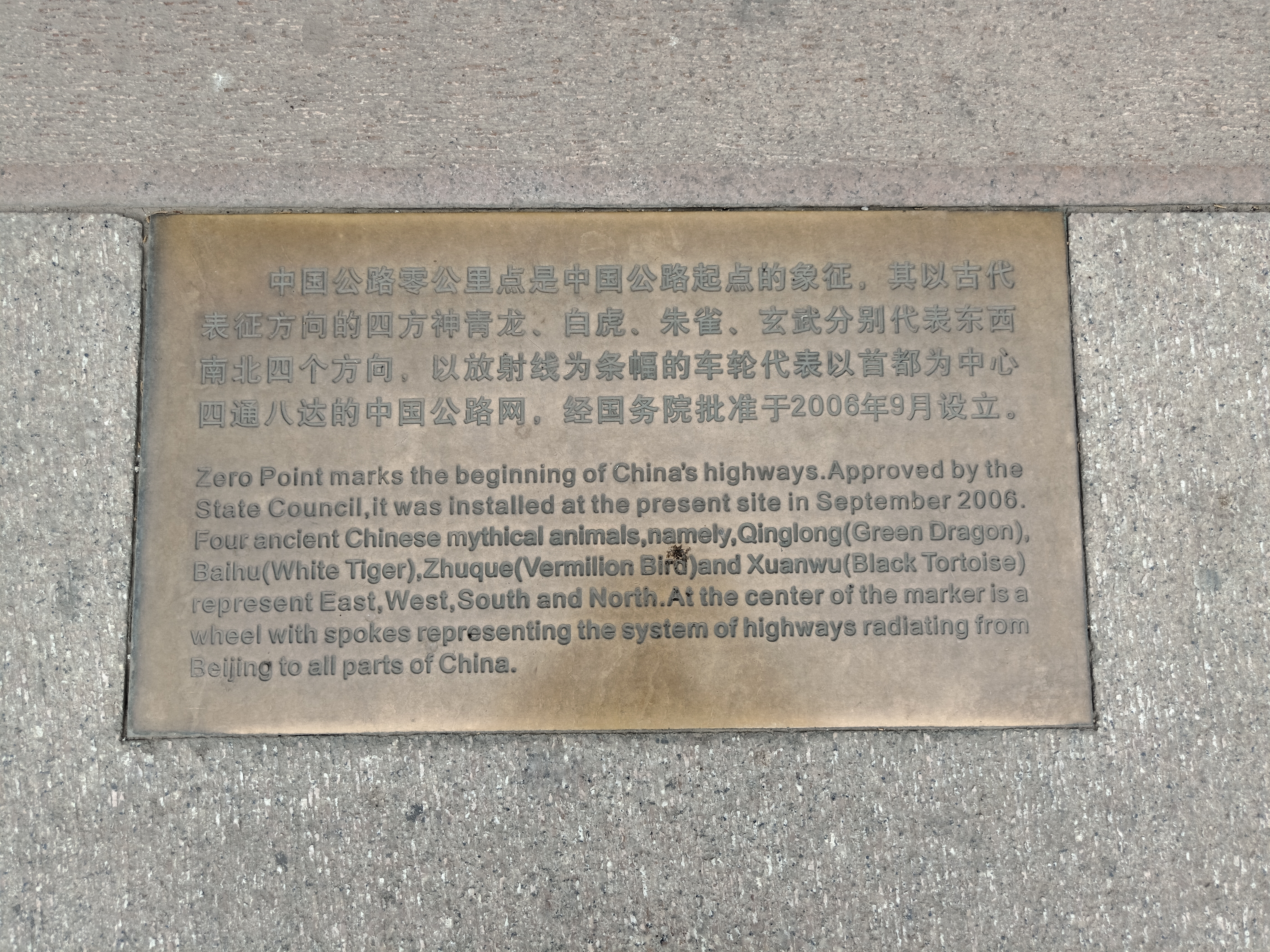
标志介绍

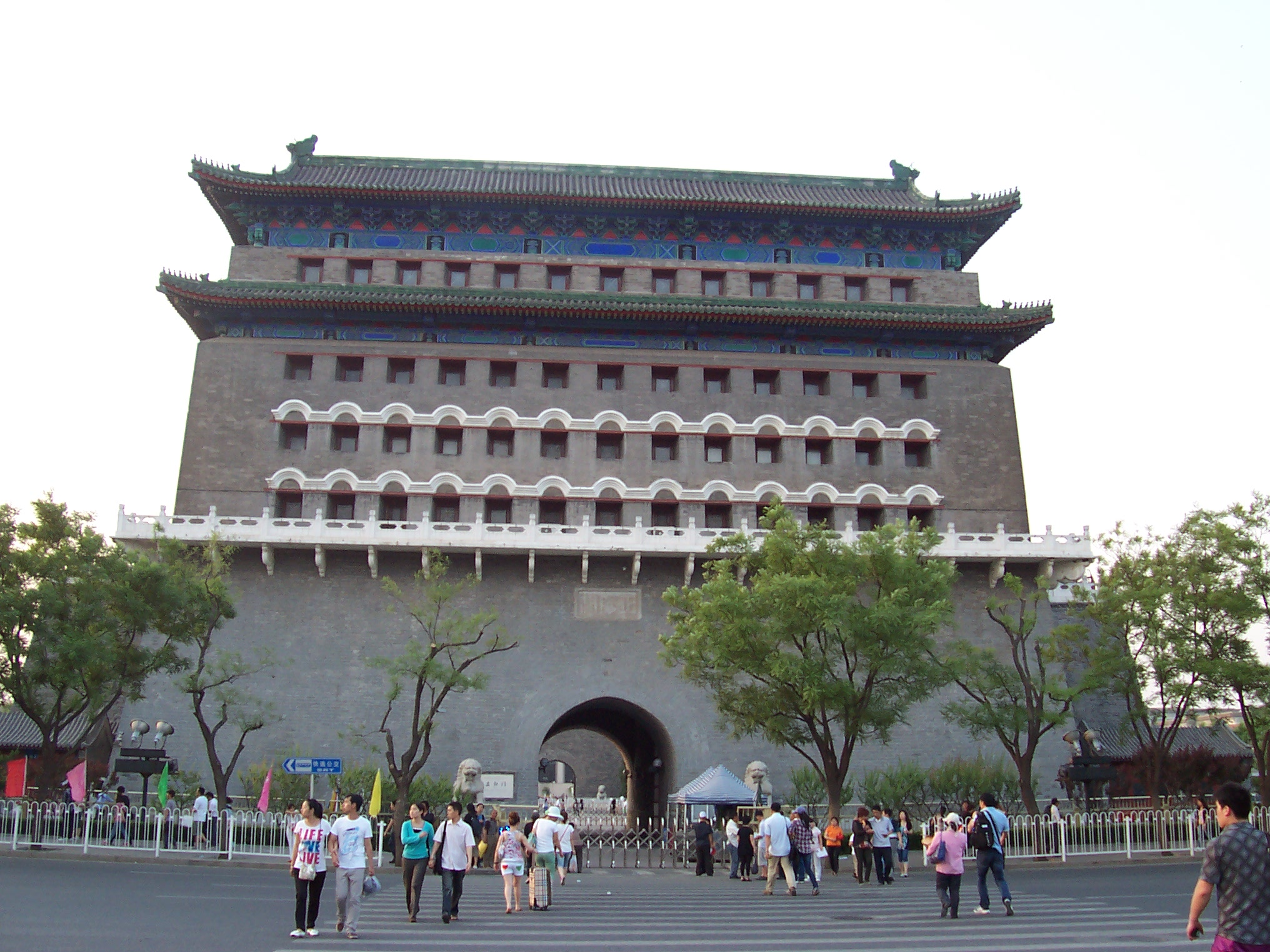
正阳门箭楼。中国公路零公里标志位于图中箭楼前方两座石狮之间的地面上

中国公路零公里标志是位于中华人民共和国北京市天安门广场的中国公路零公里的标志。该标志于2006年9月24日正式镶嵌在天安门广场南侧，正阳门前两座石狮之间。中国公路零公里标志为青铜合金铸造，采用了中国文化中天圆地方的理念，外方内圆。而且由于该标志位于北京中轴线上，故为对称图形。
该标志是在公开征集的作品中选出。获选标志为清华大学美术学院教授华健心所在的装潢艺术设计系成立的“零公里”标志设计创作组设计的“四方神”。
标志图案的正中是阿拉伯数字“0”，四周由中文“中国公路零公里点”和英文“Zero Point of Highways, China”环绕，在外侧分别有青龙、白虎、朱雀、玄武的图案对应东、西、南、北四个方位，然后是向四周发散的线条，整体形象似中国古代的车轮。在图案的最外侧，还有四个菱形方块，分别有标记“东”、“南”、“西”、“北”的汉字以及对应的英文缩写，呈纵向排列。